# Vòng loại Giải vô địch bóng đá Đông Nam Á 2008
Vòng loại Giải vô địch bóng đá Đông Nam Á 2008 diễn ra tại thủ đô Phnôm Pênh, Campuchia, từ ngày 17 cho đến ngày 25 tháng 10 năm 2008. 5 đội tuyển xếp hạng kém nhất khu vực Đông Nam Á gồm Brunei, Đông Timor, Campuchia, Lào, và Philippines phải tham dự vòng sơ loại này. Các đấu thi đấu theo thể thức vòng tròn tính điểm, lấy hai đội nhất và nhì tham dự vòng chung kết.

## Địa điểm
| Phnôm Pênh                      |
| ------------------------------- |
| Sân vận động Olympic Phnôm Pênh |
| Sức chứa: 50.000                |
|                                 |

## Kết quả
Giờ thi đấu tính theo giờ địa phương (UTC+7)
|  | Đội giành quyền vào vòng trong. |
|  | Các đội bị loại.                |

| Đội tuyển     | Điểm | Số trận | Thắng | Hòa | Thua | Bàn thắng | Bàn thua | Hiệu số |
| ------------- | ---- | ------- | ----- | --- | ---- | --------- | -------- | ------- |
| Lào           | 9    | 4       | 3     | 0   | 1    | 9         | 7        | +2      |
| Campuchia (H) | 7    | 4       | 2     | 1   | 1    | 9         | 8        | +1      |
| Philippines   | 7    | 4       | 2     | 1   | 1    | 6         | 5        | +1      |
| Brunei        | 4    | 4       | 1     | 1   | 2    | 8         | 7        | +1      |
| Đông Timor    | 1    | 4       | 0     | 1   | 3    | 4         | 9        | −5      |

(H) Chủ nhà
Tóm tắt các trận đấu
| Philippines  | 1 – 0    | Đông Timor |
| ------------ | -------- | ---------- |
| Borromeo 68' | Chi tiết |            |

| Campuchia                                 | 3 – 2    | Lào                           |
| ----------------------------------------- | -------- | ----------------------------- |
| Borey 24' · El Nasa 45' · Sovannarith 55' | Chi tiết | Lounglath 30' · Liemvisay 78' |

| Đông Timor                         | 2 – 2    | Campuchia                           |
| ---------------------------------- | -------- | ----------------------------------- |
| Barbosa 45' · Perreira 67' (ph.đ.) | Chi tiết | Borey 78' (ph.đ.) · Sovannarith 80' |

| Brunei   | 1 – 1    | Philippines |
| -------- | -------- | ----------- |
| Said 17' | Chi tiết | Gould 40'   |

| Philippines | 1 – 2    | Lào                                     |
| ----------- | -------- | --------------------------------------- |
| Araneta 32' | Chi tiết | Louanglath 56' (ph.đ.) · Phapvounin 59' |

| Đông Timor | 1 – 4    | Brunei                                      |
| ---------- | -------- | ------------------------------------------- |
| Soares 80' | Chi tiết | Said 9' 26' · Saleh 57' · Damit 76' (ph.đ.) |

| Lào                                            | 3 – 2    | Brunei                  |
| ---------------------------------------------- | -------- | ----------------------- |
| Phapvounin 8' · Lamnao 89' · Phommapanya 90+3' | Chi tiết | Bujang 28' · Mahari 84' |

| Campuchia       | 2 – 3    | Philippines                              |
| --------------- | -------- | ---------------------------------------- |
| El Nasa 14' 44' | Chi tiết | Borromeo 19' · Greatwich 36' · Gould 53' |

| Brunei          | 1 – 2    | Campuchia               |
| --------------- | -------- | ----------------------- |
| Anak Bujang 44' | Chi tiết | El Nasa 45' · Borey 73' |

| Lào                           | 2 – 1    | Đông Timor  |
| ----------------------------- | -------- | ----------- |
| Singtao 7' · Phaphouvanin 50' | Chi tiết | Esteves 44' |